# Las Arenas (Cabrales)
Las Arenas ist eine Parroquia mit 882 Einwohnern (Stand 2011) in der Gemeinde (consejo) Cabrales in der nordspanischen autonomen Region Asturien.

## Lage
Las Arenas liegt im Nationalpark Picos de Europa in einer Höhe von ca. 150 m über dem Meeresspiegel ca. drei Kilometer südöstlich des Regionalzentrums Carreña. Las Arenas liegt am Rio Casaño, der nur wenige Meter südlich des Ortes in den Río Cares einmündet.

## Dörfer und Weiler
Die Parroquia besteht aus den zwei Dörfern:
- Arangas – 59 Einwohner (2014)43° 19′ 37″ N, 4° 47′ 57″ W
- Las Arenas – 818 Einwohner (2014)43° 18′ 14″ N, 4° 48′ 55″ W

## Wirtschaft
Die Einwohner von Arangas und Las Arenas lebten bis in die Mitte des 20. Jahrhunderts hauptsächlich als Selbstversorger von den Erträgen ihrer Felder und Gärten und von der Viehzucht. Heute spielt der Tourismus eine nicht unbedeutende Rolle im Wirtschaftsleben des Ortes. Wichtigstes und überregional bekanntes Produkt ist der Cabrales, ein Blauschimmel-Mischkäse aus Kuh-, Schafs- und Ziegenmilch.

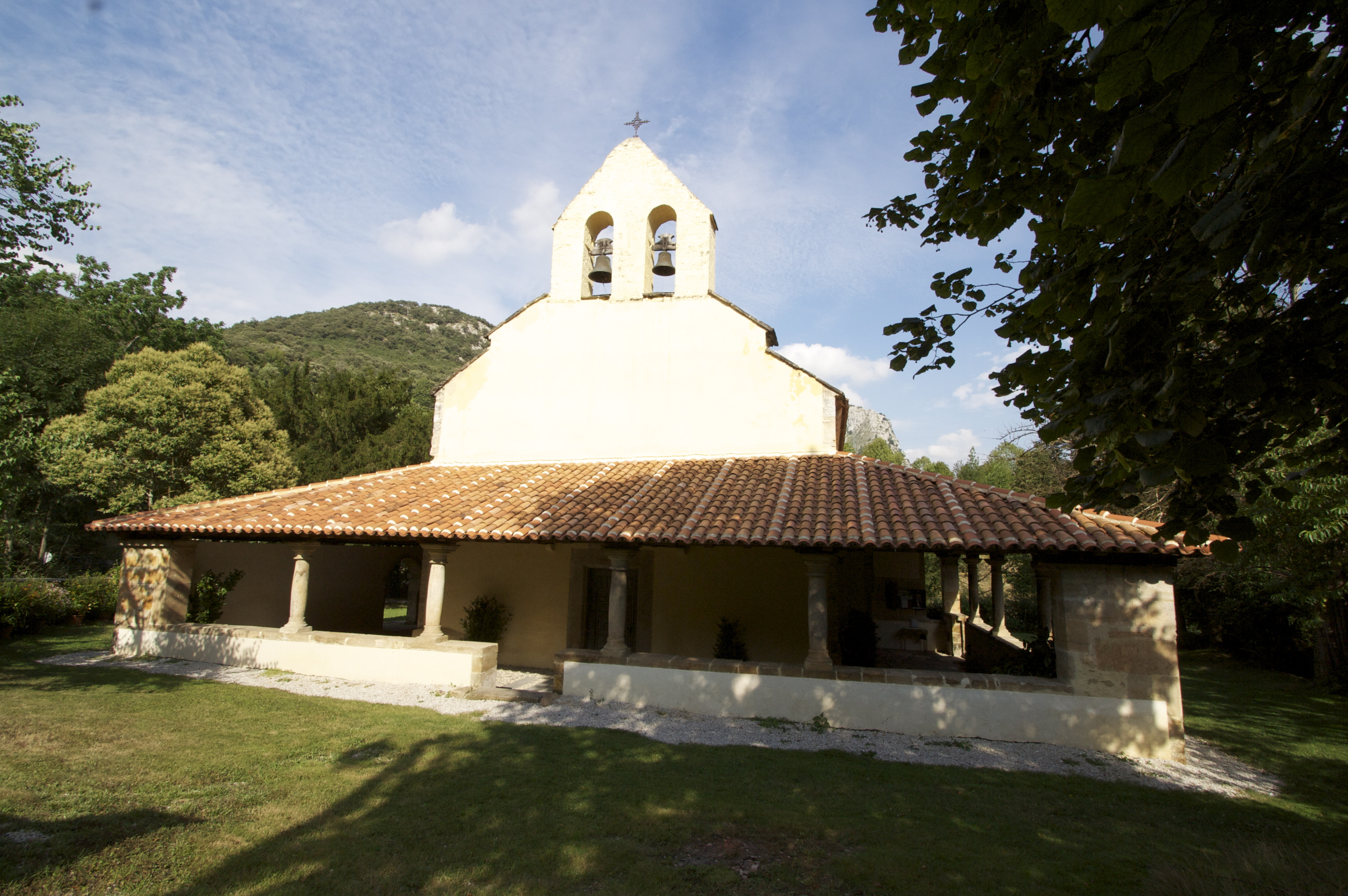
Santa María de Las

## Sehenswürdigkeiten
- Die Kirche Santa María de Llas bei Las Arenas ist ein einschiffiger spätromanischer Bau des 13. Jahrhunderts, der aber im 18. Jahrhundert eingewölbt und um eine säulengestützte Vorhalle (portico oder galería porticada) erweitert wurde. Das Portal befindet sich – wie in der Region üblich – auf der Südseite. Die Kirche ist seit 1992 als Kulturgut (Bien de Interés Cultural) anerkannt.
- Die Iglesia de San Pablo de Las Arenas entstand in den Jahren 1570 bis 1590. Zu Beginn des 17. Jahrhunderts erhielt sie einen Turm, der jedoch im Jahr 1960 erneuert wurde.
- Der Palacio de Mestas y Cosío stammt aus dem frühen 18. Jahrhundert; er hat einen seitlichen Turm und eine wappengeschmückte Fassade mit Balkon.
- Die Cueva de los Quesos de Cabrales befindet sich am südlichen Ortsrand und ist zu besichtigen.
- Der Palacio Navariego in Arangas ist aus der Ferne gesehen ein unscheinbarer Bau des 17. Jahrhunderts; seine Fassade ist jedoch mit mehreren steinernen Wappenschilden geschmückt und hat einen repräsentativen mittigen Balkon. Der Türsturz des Portals trägt die Jahreszahl 1669.

## Feste
Neben den jahresüblichen Feiertagen findet im August jeden Jahres eine Wahl des besten Käses der Region statt (Certamen del Queso Cabrales).